# Lingua ludica
Una lingua ludica non è propriamente una lingua artificiale, piuttosto un modo di alterare la lingua, come un codice. Sono usati principalmente da gruppi che cercano di mascherare le loro conversazioni per non essere capiti dagli altri. Una lingua ludica può prevedere una trasformazione semplice del parlato che poi viene estesa a tutto il discorso. Un parlante che si è ben addestrato nel procedimento riesce a parlare e a capire allo stesso intervallo di tempo del parlato normale.
Una difficoltà comune con le lingue ludiche è che esse sono generalmente tramandate per tradizione orale. Una trascrizione scritta può esser fatta, ma spesso risulta imperfetta e quindi la scrittura può variare anche in modo considerevole. Alcuni dicono che le parole in questi giochi linguistici devono essere trascritte solo come sono effettivamente pronunciate, mentre altri insistono che la purezza della lingua esige che la trasformazione rimanga leggibile quando le parole sono riportate su carta. Contrariamente a quanto i sostenitori di entrambe le parti possano dire non c'è una tradizione univoca scritta per le lingue ludiche e si tratta piuttosto di una questione dialettale:
- "Pig latin" - farfallino;
- "Ubbi dubbi";
- "Mock Swedish" o "Bork! Bork! Bork!", lingua del "Cuoco svedese" nel Muppet Show;
- Geringoso;
- Gibberish;
- Latino maccheronico;
- Verlan.